# Ignacio de Alba y Hernández
Ignacio de Alba y Hernández (San Juan de los Lagos, 30 ottobre 1890 – Guadalajara, 26 maggio 1978) è stato un vescovo cattolico messicano.

## Biografia
Entrò in seminario nel 1903 e nel 1911 fu inviato a Roma per completare la sua formazione ecclesiastica: fu ordinato prete nel 1915.
Nel 1939 fu nominato vescovo coadiutore, con diritto di successione, di Colima e divenne vescovo nel 1949. Fondò la congregazione delle suore missionarie eucaristiche di Maria Immacolata.
Lasciò la guida della diocesi nel 1967 e fu trasferito alla sede titolare di Tucca di Mauritania, dalla quale si dimise nel 1976.

## Genealogia episcopale
La genealogia episcopale è:
- Cardinale Scipione Rebiba
- Cardinale Giulio Antonio Santori
- Cardinale Girolamo Bernerio, O.P.
- Arcivescovo Galeazzo Sanvitale
- Cardinale Ludovico Ludovisi
- Cardinale Luigi Caetani
- Cardinale Ulderico Carpegna
- Cardinale Paluzzo Paluzzi Altieri degli Albertoni
- Papa Benedetto XIII
- Papa Benedetto XIV
- Cardinale Enrico Enriquez
- Arcivescovo Manuel Quintano Bonifaz
- Cardinale Buenaventura Córdoba Espinosa de la Cerda
- Cardinale Giuseppe Maria Doria Pamphilj
- Papa Pio VIII
- Papa Pio IX
- Arcivescovo José María Ignacio Montes de Oca y Obregón
- Arcivescovo Próspero María Alarcón y Sánchez de la Barquera
- Arcivescovo Francisco Orozco y Jiménez
- Cardinale José Garibi y Rivera
- Vescovo Ignacio de Alba y Hernández